# El Nueve
Channel 9, известный как El Nueve ― аргентинская бесплатная телевизионная сеть, базирующаяся в Буэнос-Айресе. 

## История
После падения второго правительства Хуана Перона военное правительство Педро Эухенио Арамбуру открыло для торгов три новые телевизионные лицензии в Буэнос-Айресе: каналы 9, 11 и 13. Победителем Channel 9 стала Аргентинская телевизионная компания S.A. (CADETE), которая начала свое вещание в 1960 году. Акции Channel 9 частично принадлежали иностранным компаниям, в том числе американской телекомпании NBC.
В 1963 году Алехандро Сауль Ромай, который был владельцем Radio Libertad, стал менеджером Channel 9, а в последующие годы он приобрел акции, принадлежащие иностранным инвесторам. Он превратил Channel 9 в первую телевизионную сеть, полностью финансируемую аргентинским капиталом. Под его руководством Channel 9 стал конкурентоспособным в рейтингах, борясь за первое место с Canal 13, а затем с Canal 11.
В 1974 году, во время третьего срока Хуана Перона на посту президента Аргентины, Channel 9 был захвачен правительством вместе с 11-м и 13-м каналами, оставаясь государственной станцией на протяжении всего следующего военного режима, на этот раз под управлением аргентинской армии. Он начал цветное вещание в 1980 году.
Австралийская региональная телекомпания Prime Television купила сеть в 1997 году за 135 миллионов долларов США (228 миллионов долларов в 2021 году); затем Prime продала половину канала за 74 миллиона долларов США. В ответ на падение рейтингов и желание смягчить стиль Channel 9, который часто тяготел к сенсационному, была предпринята попытка ребрендинга стоимостью 20 миллионов долларов США (33,3 миллиона долларов в долларах 2021 года).
Однако Prime Television и близко не получила той отдачи от своих инвестиций, которую хотела. Время было исключительно неудачным для Prime, поскольку приобретение и усовершенствования Azul совпали с началом великой депрессии в Аргентине 1998-2002 годов. В конце 1999 года убытки, связанные с Azul, привели к падению чистой прибыли Prime на 99% по сравнению с предыдущим годом и привели к уходу её исполнительного директора. Общие убытки, понесенные аргентинским бизнесом, составили к северу от 50 миллионов австралийских долларов (25,9 миллиона долларов США, 39,6 миллиона долларов в 2021 году[2]). На фоне этих впечатляющих потерь, национальных экономических проблем и рейтингов, которые не улучшались, Prime решила выйти из игры, объявив о продаже своей доли в Azul в марте 1999 года. В 2001 году набег Prime на Аргентину, длившийся более трех лет, закончился, к облегчению её акционеров, когда она продала свою долю JP Morgan за 67,5 миллионов долларов США (103 миллиона долларов в долларах 2021 года).
Испанская Telefónica начала предпринимать шаги по выкупу Azul. Используя приобретения и переговоры с владельцами оставшихся 50%, Telefónica увеличила свою долю в сети. в 1999 году, но его ранее существовавшее владение лидером рейтингов Telefe создало проблему. Федеральный комитет по радио и радиовещанию Аргентины (COMFER) вынудил Telefónica продать свою долю в Azul.
20 августа 2002 года Azul Televisión вернулся к своему первоначальному названию Canal 9, поскольку и пакет акций, который Prime продал JP Morgan, и пакет акций Telefónica были проданы обществу, возглавляемому журналистом и медиабизнесменом Даниэлем Хададом. В январе 2007 года он продал сеть мексиканскому инвестору Ремихио Анхелю Гонсалесу под руководством его группы Albavisión Hadad и остался отвечать за редакционный контент для новостных программ, а затем вышел из оставшейся части своей доли.
В ноябре 2020 года канал приобрел медиа-конгломерат Grupo Octubre, принадлежащий политику-юстициалисту Виктору Санта-Марии. Приобретение поставило El Nueve в одну группу с газетами Página/12 и Diario Z, журналами Caras y Caretas и El Planeta Urbano, телеканалами Octubre TV и Información Periodística (Журналистская информация), а также радиостанциями Radio Club Octubre, Radio Oktubre, Radio Mucha Radio, Radio Like, Radio AM 750 и Радио Аспен.